# دی‌نیتروژن پنتاکسید
دی‌نیتروژن پنتاکسید (به انگلیسی: Dinitrogen pentoxide) با فرمول شیمیایی N۲O۵ یک ترکیب شیمیایی با شناسه پاب‌کم ۶۶۲۴۲ است. که جرم مولی آن 108.01 g/mol می‌باشد. شکل ظاهری این ترکیب، جامد سفید است. این ماده یک اکسید اسیدی است.